# Granges (Valais)
Pour les articles homonymes, voir Granges.
Granges (Gradetsch en allemand) est une ancienne commune se trouvant dans le district de Sierre en Suisse.

## Géographie
Granges est situé dans la vallée du Rhône, dans le canton du Valais, à environ 8,5 km de Sion et 6,5 km de Sierre.

## Histoire

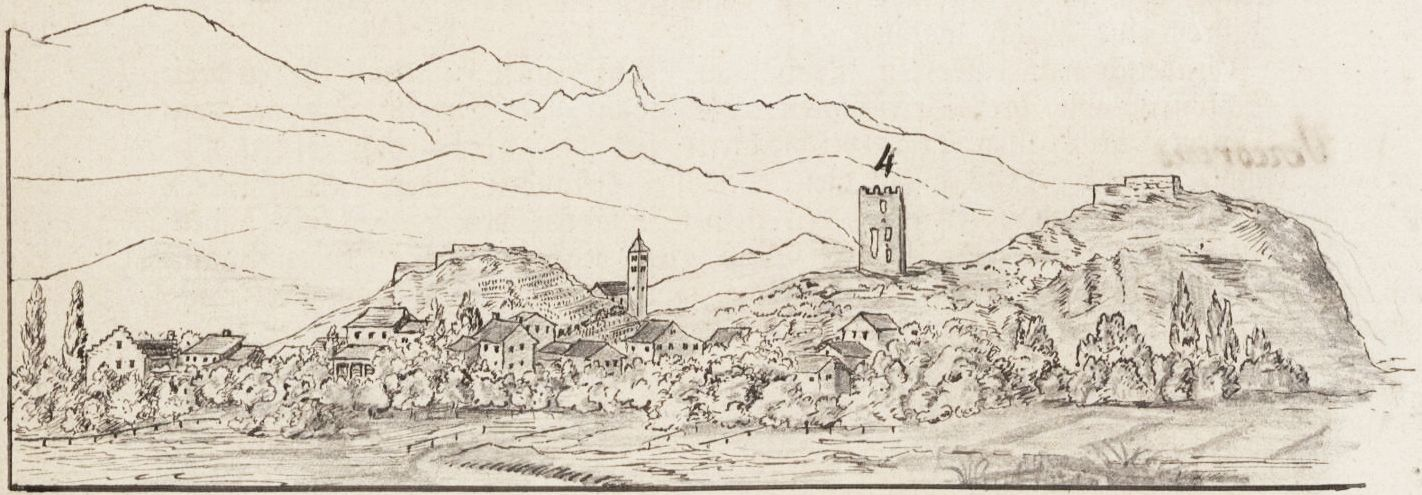
Le village de Granges entre 1864 et 1868 par Emil Wick.

Durant le Moyen Âge central et le Moyen Âge tardif, Granges était constitué en bourg entouré d'une enceinte et surmonté de trois châteaux et de plusieurs tours. La dernière d'entre elles qui était encore debout, la Tour dite commune, fut démolie en 1910. 

Granges avec la Tour commune sur la colline de droite en 1907, on distingue également Chelin sur le coteau.

Le village formait une commune indépendante jusqu'en 1972, année de sa fusion avec la commune de Sierre.

## Démographie
| Évolution de la population de Granges entre 1802 et 1970 | Évolution de la population de Granges entre 1802 et 1970 | Évolution de la population de Granges entre 1802 et 1970 | Évolution de la population de Granges entre 1802 et 1970 | Évolution de la population de Granges entre 1802 et 1970 | Évolution de la population de Granges entre 1802 et 1970 |
| -------------------------------------------------------- | -------------------------------------------------------- | -------------------------------------------------------- | -------------------------------------------------------- | -------------------------------------------------------- | -------------------------------------------------------- |
| Année                                                    | 1802                                                     | 1850                                                     | 1900                                                     | 1950                                                     | 1970                                                     |
| Habitants                                                | 150                                                      | 275                                                      | 437                                                      | 951                                                      | 1326                                                     |

## Loisirs
Granges abrite le parc d'attractions Happyland depuis 1988.

## Transports
La gare de Granges-Lens desservait le village entre 1868 et 1982.

### Fonds d'archives
- Fonds : Granges, Commune / Bourgeoisie (1297-20e siècle) [14,65 mètres].  Cote : CH AEV, AC Granges. Sion : Archives de l'État du Valais (présentation en ligne).
- Fonds : Granges, Paroisse (1709-1966) [1 mètre].  Cote : CH AEV, AP Granges. Sion : Archives de l'État du Valais (présentation en ligne).